# Unió llarga de Josephson

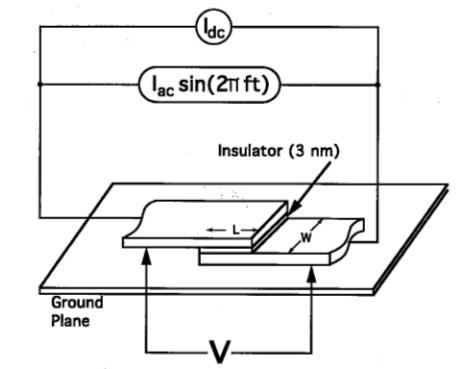
Diagrama de la unió Josephson.

En superconductivitat, una unió llarga de Josephson (amb acrònim anglès LJJ) és una unió de Josephson que té una o més dimensions més llargues que la profunditat de penetració de Josephson {\displaystyle \lambda _{J}}. Aquesta definició no és estricta.
Pel que fa al model subjacent, una breu cruïlla de Josephson es caracteritza per la fase Josephson {\displaystyle \phi (t)}, que només és una funció del temps, però no de les coordenades, és a dir, se suposa que la unió de Josephson és puntual a l'espai. En canvi, en una unió llarga de Josephson la fase de Josephson pot ser una funció d'una o dues coordenades espacials, és a dir, {\displaystyle \phi (x,t)} o {\displaystyle \phi (x,y,t)}.

El model més senzill i el més utilitzat que descriu la dinàmica de la fase Josephson {\displaystyle \phi } a LJJ és l'anomenada equació sinusoïdal pertorbada de Gordon. Per al cas de 1D LJJ queda:
on els subíndexs {\displaystyle x} i {\displaystyle t} denoten derivades parcials respecte a {\displaystyle x} i {\displaystyle t}, {\displaystyle \lambda _{J}} és la profunditat de penetració de Josephson, {\displaystyle \omega _{p}} és la freqüència del plasma de Josephson, {\displaystyle \omega _{c}} és l'anomenada freqüència característica i {\displaystyle j/j_{c}} és la densitat de corrent de polarització {\displaystyle j} normalitzat a la densitat de corrent crítica {\displaystyle {j}_{c}}.
Normalment, per als estudis teòrics s'utilitza l'equació sinusoïdal normalitzada de Gordon:
https://wikimedia.org/api/rest_v1/media/math/render/svg/9910c4367fcd74d3d2ea55dbae8f0d9a7ae224d3
on la coordenada espacial es normalitza a la profunditat de penetració de Josephson {\displaystyle \lambda _{J}} i el temps es normalitza a la freqüència inversa del plasma {\displaystyle \omega _{p}^{-1}}. El paràmetre {\displaystyle \alpha =1/{\sqrt {\beta _{c}}}} és el paràmetre d'amortiment adimensional ({\displaystyle \beta _{c}} és el paràmetre McCumber-Stewart), i, finalment, {\displaystyle \gamma =j/{j}_{c}} és un corrent de polarització normalitzat.
Solució particular per:
- Ones de plasma de petita amplitud. {\displaystyle \phi (x,t)=A\exp[i(kx-\omega t)]}
- Soliton (també conegut com fluxon, Josephson vortex):[2]

Aquí {\displaystyle x}, {\displaystyle t} i {\displaystyle u=v/c_{0}} són la coordenada normalitzada, el temps normalitzat i la velocitat normalitzada. La velocitat física {\displaystyle v} es normalitza a l'anomenada velocitat de Swihart {\displaystyle c_{0}=\lambda _{J}\omega _{p}}, que representen una unitat típica de velocitat i igual a la unitat d'espai {\displaystyle \lambda _{J}} dividit per unitat de temps {\displaystyle \omega _{p}^{-1}}